# Cymbasoma herdmani
Cymbasoma herdmani is een eenoogkreeftjessoort uit de familie van de Monstrillidae. De wetenschappelijke naam van de soort is voor het eerst geldig gepubliceerd in 1888 door Thompson.